# 永豐級獵雷艦
永豐級獵雷艦是中華民國海軍向德國Abeking & Rasmussen公司採購的『MWW50型獵雷艦』，包括四艘同型獵雷艦，每艘造價約近一億德國馬克；船殼為木質外覆強化碳纖維樹脂，艦橋為鋁合金以符合掃雷艦艇低磁性的要求。本級艦最特別的裝備則是所謂的『企鵝』，為類似迷你潛艇的水中遙控除雷載具，它還分為以獵雷聲納偵測傳回資料的A1型及攜帶兩枚100公斤炸彈爆破除雷的B3型兩種。現時本級艦隸屬海軍一九二艦隊。

## 命名來源
該級艦名為｢永豐｣是為了紀念民國初年孫中山為逃避陳炯明事變所乘之船艦，當時蔣中正亦登上此艦協助指揮督統作戰。隨後此艦改名為｢中山艦｣，最後於對日抗戰時被日軍擊沉於長江江底。

## 同級艦
| 舷號     | 艦名 | 安放龍骨日期  | 下水日期       | 抵台時間       | 服役日期      | 備註 |
| -------- | ---- | ------------- | -------------- | -------------- | ------------- | ---- |
| MHC-1301 | 永豐 | 1988年9月14日 | 1990年4月26日  | 1990年10月29日 | 1991年7月12日 |      |
| MHC-1302 | 永嘉 | 1988年9月14日 | 1990年4月26日  | 1990年10月29日 | 1991年7月12日 |      |
| MHC-1303 | 永定 | 1989年3月23日 | 1990年10月22日 | 1991年5月2日   | 1991年7月12日 |      |
| MHC-1305 | 永順 | 1989年3月23日 | 1990年10月22日 | 1991年5月2日   | 1991年7月12日 |      |